# La Bourgonce
La Bourgonce es una comuna francesa situada en el departamento de Vosgos, en la región de Gran Este.

## Demografía
| 359 | 330 | 534 | 740 | 753 | 712 | 900 |
| Para los censos de 1962 a 1999 la población legal corresponde a la población sin duplicidades (Fuente: INSEE [Consultar]) |     |     |     |     |     |     |